# Takeoa nishimurai
Takeoa nishimurai är en spindelart som först beskrevs av Takeo Yaginuma 1963.  Takeoa nishimurai ingår i släktet Takeoa och familjen Zoropsidae. Inga underarter finns listade i Catalogue of Life.